# 868

## Esdeveniments
- 11 de maig, Xina: s'acaba l'edició del Sutra del diamant, primer llibre imprès conservat, un rotlle en xinès amb textos budistes i una il·lustració, tot en impressió xilogràfica; robat en 1966, avui és a la British Library.
- Regne d'Astúries: El rei Alfons III condueix l'expansió del regne fins a conquerir la ciutat de Porto. Amb motiu de la reconquesta de la ciutat es constitueix el Primer Comtat de Portugal, encapçalat pel comte Vimarà Peres, feudatari del regne d'Astúries.
- Extremadura: Ibn Marwan es revolta contra l'emir de Còrdova Muhàmmad I.
- Malta: Els aglàbides d'Ifríqiya, a les ordres de l'emir Abu-l-Gharaniq Muhàmmad, conquereixen l'illa.
- Bàssora, Iraq (província del Califat): S'inicia la revolta dels zanj, esclaus negres conduïts per Alí ibn Muhàmmad az-Zanjí, i controlen tot el sud del país.
- Samarra, Iraq: A la mort d'Alí an-Naqí, Al-Hàssan al-Askarí passa a ser l'onzè imam dels xiïtes.
- Xina: S'imprimeix el llibre Jingangjing (Sutra del diamant), que serà el llibre imprès complet més antic que es conserva avui en dia.
- Regne de Germània: Primer text literari alemany en fràncic renà, l'Evangelienbuc o Krist d'Otfrid von Weissenburg, dedicat a Lluís el Germànic.

## Necrològiques
- 27 de juny – Samarra (Iraq): Alí an-Naqí, desè imam dels xiïtes.